# 1899 a tudományban
Az 1899. év a tudományban és a technikában.

## Események
- Joseph John Thomsonnak sikerül az elektromos töltést megmérnie; ezzel felfedezi, hogy az atom végső soron mégsem oszthatatlan. (Bár 1897-et tartják az elektron felfedezése évének: Joseph John Thomson előadása, 1897. április 30-án)[1]

## Születések
- január 12. – Paul Hermann Müller orvostudományi Nobel-díjas svájci vegyész, a DDT rovarirtó hatásának felfedezője († 1965)
- június 3. – Békésy György Nobel-díjas magyar-amerikai biofizikus, akadémikus († 1972)
- szeptember 29. – Bíró László József magyar feltaláló, nevét legismertebb találmánya, a golyóstoll tette híressé († 1985)
- október 27. – Nyikolaj Antonovics Dollezsal orosz, szovjet gépészmérnök, az első szovjet ipari atomreaktorok főkonstruktőre († 2000).

## Halálozások
- február 18. – Sophus Lie norvég matematikus (* 1842)
- március 18. – Othniel Charles Marsh a 19. század jelentékeny amerikai őslénykutatója (* 1831)
- augusztus 9. – Edward Frankland angol kémikus  (* 1825)
- augusztus 16. – Robert Wilhelm Bunsen német kémikus (* 1811)
- augusztus – Louis Lartet francia geológus, őslénykutató és régész (* 1840)
- december 25. – Elliott Coues ornitológus (* 1842)